# Koniówka
Koniówka ist ein Dorf der Gemeinde Czarny Dunajec im Powiat Nowotarski der Woiwodschaft Kleinpolen in Polen in der Region Podhale. Das Dorf liegt an der Woiwodschaftsstraße 958. Das Dorf liegt zwischen dem Gebirgszug Pogórze Gubałowskie und der Talsenke Kotlina Nowotarska ca. 10 km nordwestlich von Zakopane und 2 km nördlich von Chochołów. Durch den Ort fließt der Gebirgsfluss Czarny Dunajec sowie der gleichnamige Bach.

## Sehenswürdigkeiten
Koniówka wurde 1604 angelegt. Der Ortsname lässt sich als Pferdedorf übersetzen. Im Ort befindet sich ein alter Glockenturm, der 2008 abbrannte und danach wieder aufgebaut wurde. 1944 stützte eine amerikanische Boeing B-17 ab. Alle Insassen überlebten. Fünf von ihnen wurden von polnischen Widerstandskämpfern gerettet und hinter die Front geschmuggelt. Die anderen gerieten in deutsche Kriegsgefangenschaft und wurden in Pommern in Lagerhaft genommen.

## Tourismus
Es geht in Koniówka ruhiger zu als in den benachbarten Skiorten Zakopane oder Kościelisko. Die touristische Infrastruktur wird ausgebaut. 

## Galerie

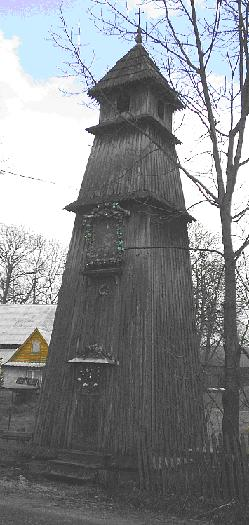
Glockenturm
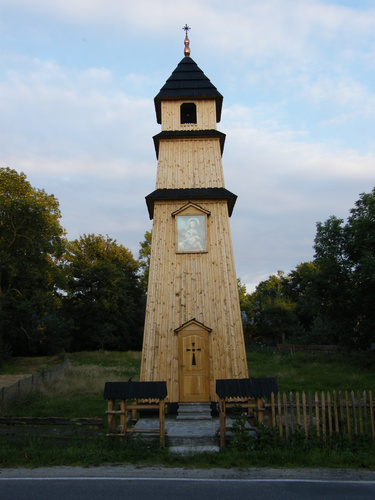
Glockenturm
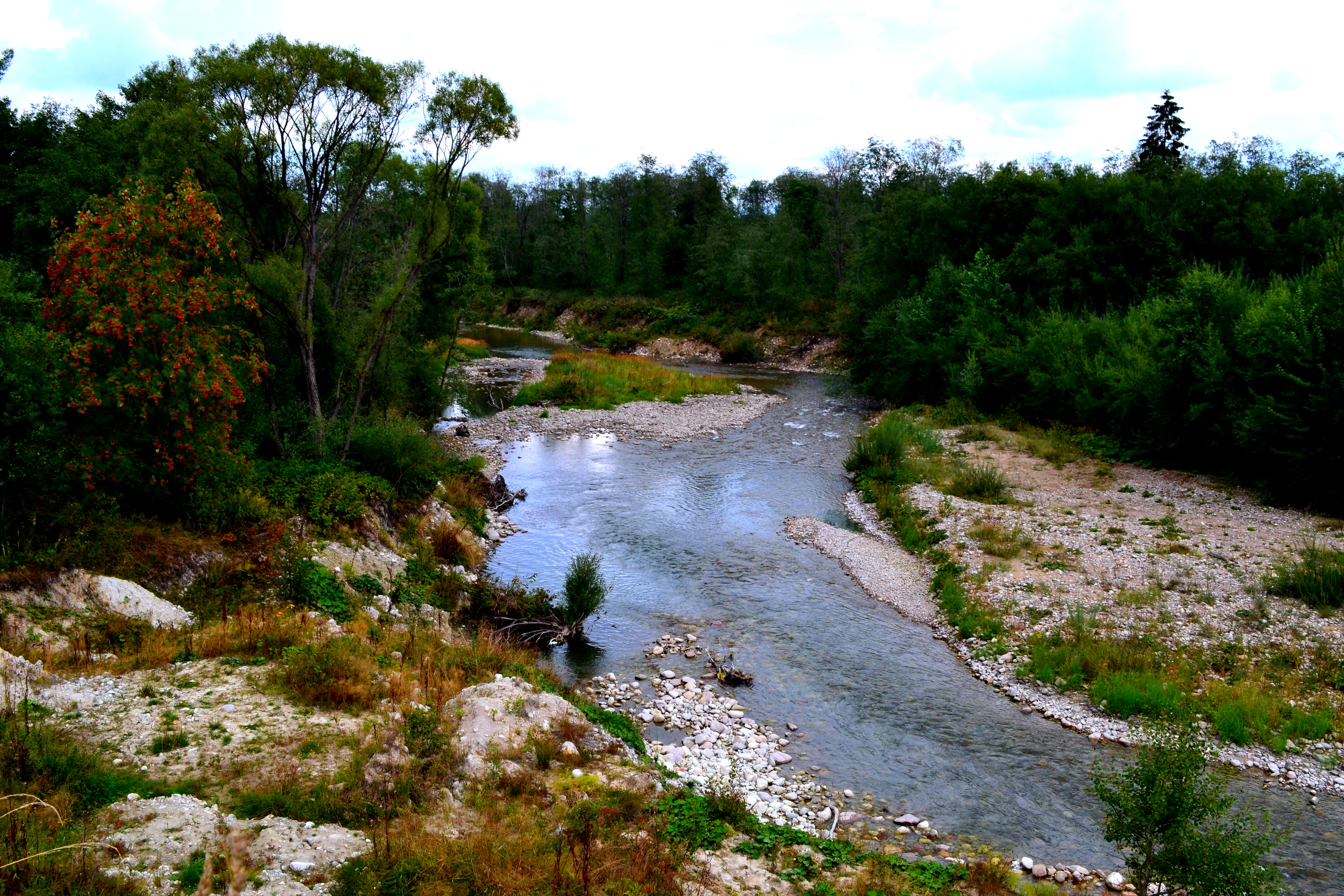
Bach